# Kvadratisk form

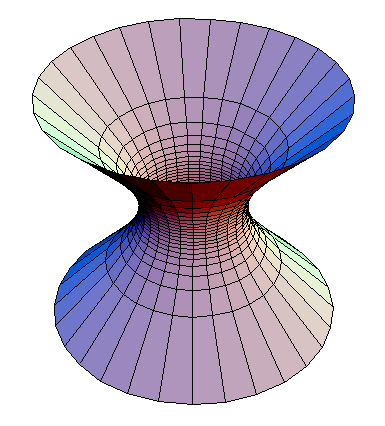
En enmantlad hyperboloid som kan beskrivas av ekvationen
det vill säga, alla punkter (x, y, z) där den kvadratiska formen är lika med 1

En kvadratisk form är ett homogent polynom av andra graden i n variabler. I fallen med en, två och tre variabler kallas de unära, binära respektive ternära och har de explicita formerna
{\displaystyle q(x)=ax^{2}}
{\displaystyle q(x,y)=ax^{2}+bxy+cy^{2}}
{\displaystyle q(x,y,z)=ax^{2}+by^{2}+cz^{2}+dxy+exz+fyz}
där a, ..., f är koefficienter som kan vara reella eller komplexa tal. Till exempel är inte polynomet ax2 + bx + c en kvadratisk form, då det inte är homogent.
Formen kallas definit, om tecknet är detsamma för alla talpar x och y där ett av talen inte är noll. Till exempel är uttrycket {\displaystyle ax^{2}+by^{2}} positivt definit, om a > 0 och b > 0 eftersom det är positivt för alla värden på x och y förutom då båda är noll. {\displaystyle ax^{2}} för a > 0 är positivt semidefinit eftersom det är positivt eller noll för alla x och y.
Huruvida en kurva är negativt definit respektive positivt definit kan enklast avgöras genom kvadratkomplettering.
Teorin för de kvadratiska formerna, som bland annat sysselsätter sig med frågan hur den kvadratiska formen förhåller sig vid införande av nya variabler, är av grundläggande betydelse för många områden inom matematiken. Teorins systematiska utveckling är väsentligen ett verk av 1800-talets matematiker, främst Carl Friedrich Gauss, Karl Weierstrass och Leopold Kronecker.

## Den kvadratiska formens matris
En funktion Q definierad på Rn kan beräknas som en kvadratisk form på 
Rn genom
{\displaystyle Q(\mathrm {x} )=\mathrm {x} ^{T}A\mathrm {x} }
där A är en symmetrisk n×n matris. Matrisen A kallas matrisen för den kvadratiska formen.

### Exempel
Om
{\displaystyle \mathbf {x} ={\begin{bmatrix}x_{1}\\x_{2}\\\end{bmatrix}},\quad A={\begin{bmatrix}2&&0\\0&&3\\\end{bmatrix}}}
blir
{\displaystyle Q(\mathrm {x} )=\mathrm {x} ^{T}A\mathrm {x} ={\begin{bmatrix}x_{1}\quad x_{2}\end{bmatrix}}{\begin{bmatrix}2&&0\\0&&3\\\end{bmatrix}}{\begin{bmatrix}x_{1}\\x_{2}\end{bmatrix}}={\begin{bmatrix}x_{1}\quad x_{2}\end{bmatrix}}{\begin{bmatrix}2x_{1}\\3x_{2}\\\end{bmatrix}}=2x_{1}^{2}+3x_{2}^{2}}
Om nollorna i A:s ena diagonal ersätts med nollskilda värden, uppträder korstermer:
{\displaystyle Q(\mathrm {x} )=\mathrm {x} ^{T}A\mathrm {x} ={\begin{bmatrix}x_{1}\quad x_{2}\end{bmatrix}}{\begin{bmatrix}2&&4\\5&&3\\\end{bmatrix}}{\begin{bmatrix}x_{1}\\x_{2}\end{bmatrix}}=2x_{1}^{2}+9x_{1}x_{2}+3x_{2}^{2}}